# 킬키스현
킬키스현은 그리스 북쪽 중앙마케도니아주에 있는 현이다. 중심 도시는 킬키스시이다. 